# Изола Тиберина
Остров Тибър или Тибърски остров (на италиански: Isola Tiberina; на латински: Insula Tiberina) е единственият остров в река Тибър в Рим, Италия.
Разположен е в направление северозапад – югоизток на завой на реката в центъра на града. Има форма на лодка с размери около 270 метра на дължина и 67 м на ширина. Образуван е от вулканична скала, подобна на тази, върху която се издига близкият хълм Капитолий.

## История
На острова е имало античен храм на Асклепий – древногръцкият бог на медицината.
През 998 г. по заповед на императора на Свещената Римска империя Ото III на мястото, където се е намирал храмът на Ескулап (Асклепий), е построена базилика в чест на св. Адалберт Пражки. Днес тя е наречена „Сан Бартоломео“, в която се съхраняват мощите на апостол Вартоломей. Там са изолирани болните по време на чумата през 1656 г. Традицията да се лекуват болни на острова продължава. На него се намира болницата „Фатебенефратели“.

## Легенди
Легенда за произхода на острова е свързана с мразения владетел Луций Тарквиний Горди (534 – 509 пр.н.е.) След като го свалили от власт, ядосаните хора хвърлили тялото му в Тибър. То потънало на дъното и около него се натрупали пръст и тиня. Според друга версия хората събрали брашното и зърното на своя презрян владетел и го хвърлили в Тибър и това послужило за основа на острова.
Друга легенда разказва, че през 3 век пр.н.е., по време на чумната епидемия, римляните се отправили на кораб към светилището на Асклепий в Епидавър, Гърция, за да го питат как да се избавят от това наказание. По обратния път от реката изскочила змия и се качила на върха на острова. Това било знак островът да бъде посветен на бога.

## Мостове
Островът е свързан с града чрез 2 моста: Фабричо на север, Честио на юг. Има останки от стар мост.
Фабричо (Фабрициев мост) е най-старият мост в Рим, достигнал до нас неразрушен. Носи името на консула, който го построява през 62 г. пр.н.е. – Фабрициус. Наричан е от римляните Мост на четирите глави. Свързва острова с низината Марсово поле (Campus Martius). В миналото е наричан Мост на евреите, защото свързва острова с Гето – квартала на евреите.
Честио (Мост на Цестий) е от 46 г. пр.н.е. Свързва острова с квартал Трастевере на юг.
На острова се виждат руини от моста Рото, който е рухнал в края на 16 век.

## Галерия
- Литография с острова (изглед от запад), 1593 г.
- План на района с острова (в центъра), 1899 г.
- Островът от югозапад
- Църквата „Сан Бартоломео“